# Манусояннакис, Эммануил
Эммануил Манусояннакис (греч. Εμμανουήλ Μανουσογιαννάκης, 1853 — 24 июля 1916) — генерал-лейтенант греческой армии, участник Балканских войн 1912—1913 годов.

## Биография
Эммануил Манусояннакис родился в 1853 году в регионе Сфакия на южном побережье острова Крит, находившемся тогда ещё под османским господством. Сфакия, наряду с Мани, Сулионом и Химара был одной из греческих вольниц в годы османского владычества. Эммануил окончил военное училище в Греческом королевстве и поступил в греческую армию в чине прапорщика артиллерии.
Во время очередного Критского восстания, одновременного с греко-турецкой войной 1897 года, Манусояннакис вернулся на свою родину во главе отряда добровольцев и батареи артиллерии, чтобы поддержать повстанцев в номе Ханья. Когда на Крит прибыл полковник Тимолеон Вассос со своим экспедиционным корпусом, Манусояннакис со своим отрядом перешёл под командование Вассоса, участвовал в сражении при Вуколиа, и лично руководил атаками на Канданос и Малакса.
В 1909 году при правительстве Димитриоса Раллиса, просуществовавшего несколько месяцев, Манусояннакис в звании полковника стал военным министром.
В 1911 году Манусояннакис был назначен командиром 1-й пехотной дивизии в городе Лариса. Дивизия отличилась во время военных манёвров весной 1912 года, после чего Манусояннакис получил звание генерал-майора.
Командуя 1-й пехотной дивизией, Манусояннакис участвовал в двух Балканских войнах 1912—1913 годов. После победных боев в Сарантапоро и у Янница (Битва при Сарантапоро и Битва при Яннице), в мае 1913 года Манусояннакису было присвоено звание генерал-лейтенанта. Во время Второй Балканской войны, командуя группировкой состоящей из своей 1-й и 6-й дивизии, Манусояннакис одержал победу на болгарами при Лахана, отбросил болгар до Сидирокастро (ном Серре, Восточная Македония), прошёл Кресненским ущельем и занял Горну Джумаю.
После войны Манусояннакис был назначен командующим 2-го армейского корпуса, только-что сформированного в Патрах, где и умер 24 июля 1916 года.